# 三入高松城
三入高松城（みいりたかまつじょう）は、広島県広島市安佐北区可部にあった日本の城（山城）。単に高松城とも言う。「熊谷氏の遺跡（伊勢が坪城跡・高松城跡・土居屋敷跡・菩提所観音寺跡）」として広島県指定史跡。

## 沿革
安芸国三入荘を領地とした熊谷氏の居城である。1221年（承久3年）に勃発した「承久の乱」の戦功により安芸に入った当時の熊谷氏は当初三入荘北端に伊勢ヶ坪城を構え、居城とした。しかし戦乱の世になるにつれ、平坦な岡にある伊勢ヶ坪城の防備に不安を感じ、当主の熊谷直経は急峻な高松山に居城を構えた。これが三入高松城の始まりである。
しかし、応永年間（1394年-1428年）に築城されたとする説などもあり、正確な築城年月は不明である。
戦国時代当初は熊谷氏は安芸武田氏に臣従していたが、熊谷信直の代になり領土問題などの争議が起こったため武田氏から離反した。天文2年（1533年）信直は毛利元就と和議を結び、以後毛利氏の重臣となっていった。同年、熊谷氏の旧主・安芸武田氏の武田光和による攻撃を受けたが落城せず、その防御能力の高さを見せ付けた。
1591年に広島城が完成すると、熊谷氏も城下に移住したが、慶長5年（1600年）「関ヶ原の戦い」の後に熊谷氏が毛利氏の防長移封に従い安芸国を離れるまで、三入高松城は熊谷氏の居城であった。城の北麓に熊谷高直が築いたとされる熊谷氏居館の「土居屋敷」跡がある。
1615年の一国一城令で破却され、多くの遺構が消滅した。

## 城郭構造

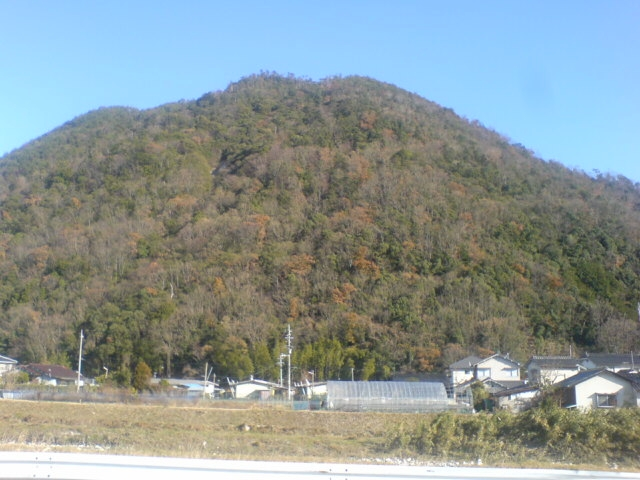
三入高松城

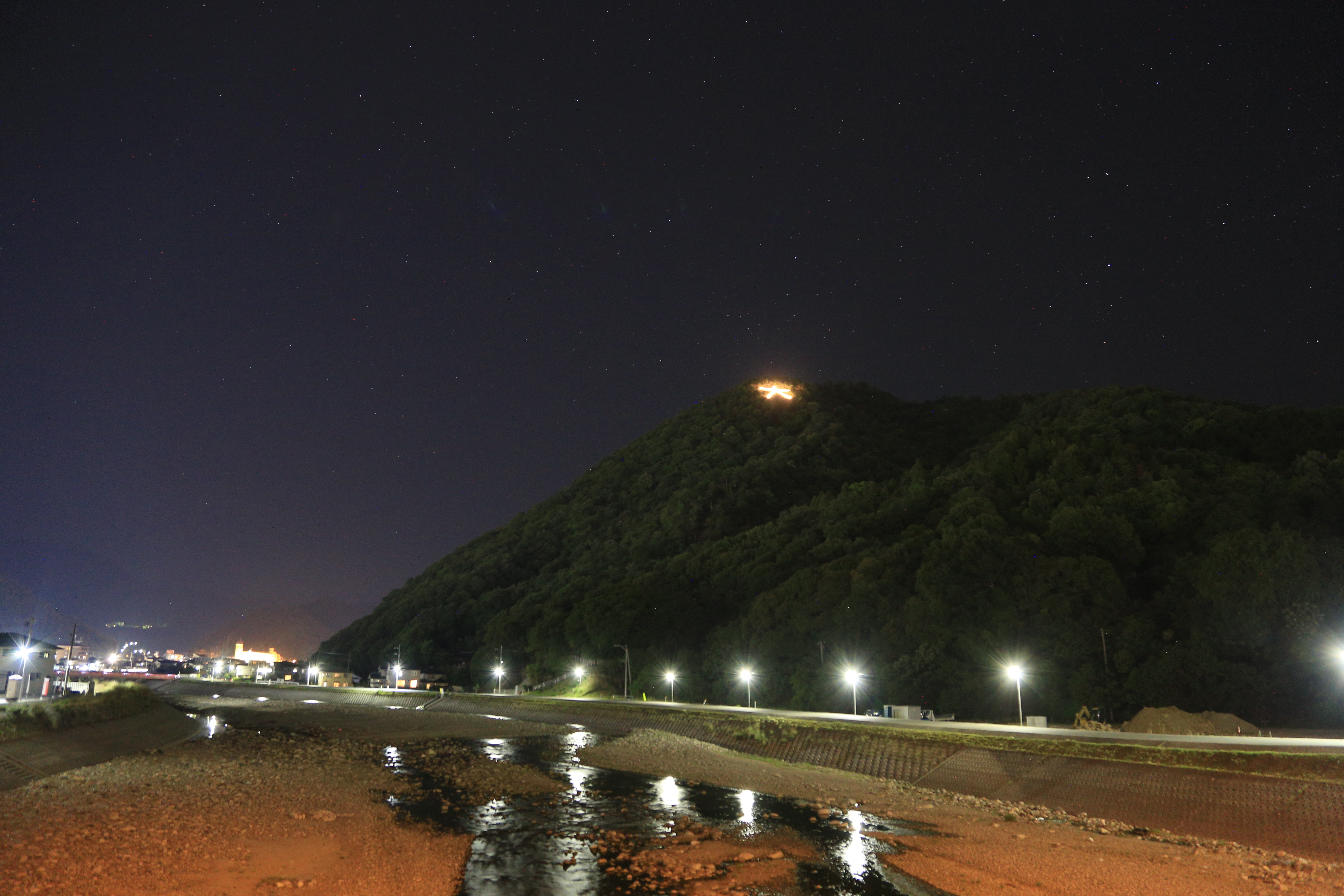
高松山で行われる大文字焼き

城山は、紡錘形をした、急峻で高さのある山である。高松山の標高は339メートル。頂上からは、南方に安芸香川氏の八木城、玖村氏の恵下山城、はるかに安芸武田氏の佐東銀山城を望む事ができる。城跡には井戸跡や馬場跡、石垣がわずかに残っており、本丸の土塁跡などが確認できる。前方には川が外堀として流れており、山自体もかなり急峻な典型的な山城である。
城跡は1951年（昭和26年）4月6日に広島県の史跡に指定されたが、1970年（昭和45年）1月30日の追加指定と名称変更により、伊勢が坪城・土居屋敷・菩提所観音寺跡とあわせて「熊谷氏の遺跡」として一括された。
現在の高松山では、毎年5月末の土日に山腹に大文字を点火、献灯する行事が行われている。これは、山頂にある愛宕神社の春祭りの一端として行われている。この可部の地は京都のように山と川に囲まれた盆地のようであり、この可部の大文字焼きは京都の「大文字」（五山の送り火）を真似たものと言われている。